# Thrombose veineuse cérébrale
 Mise en garde médicale
La thrombose veineuse cérébrale (TVC), appelée aussi thrombophlébite cérébrale ou thrombose des sinus veineux cérébraux, est l'obstruction par un caillot (thrombus) d'un ou plusieurs sinus veineux cérébraux (système veineux drainant le sang du cerveau).
C'est une forme rare d'accident vasculaire cérébral (AVC) (moins de 2 %). L'obstruction veineuse entraîne à la fois un défaut de résorption du liquide cérébrospinal et un œdème cérébral, potentiellement responsable respectivement d'une hypertension intracrânienne et de manifestations ischémiques et hémorragiques.
Elle se traduit cliniquement par des céphalées, parfois des déficits neurologiques et des crises épileptiques.
Le diagnostic se fait par l'IRM et le traitement repose sur les anticoagulants. Le pronostic est globalement beaucoup plus favorable que ceux des autres AVC.

## Symptômes
Les symptômes peuvent être aigus ou le plus souvent d'apparition progressive sur plusieurs jours parfois sur plusieurs semaines. Ils associent classiquement des signes d'hypertension intracrânienne (en particulier des céphalées, parfois des troubles de conscience et des anomalies de la vision), des crises épileptiques dans un tiers des cas, et des déficits neurologiques focaux variables selon la localisation de la thrombose. Mais le tableau peut être incomplet et les présentations cliniques sont souvent très variées, parfois trompeuses et de diagnostic difficile.

## Diagnostic
Le taux sanguin de D-dimère est obligatoirement élevé, même si ce n'est pas spécifique.
L'examen de référence pour faire le diagnostic est l'IRM cérébrale avec angio-IRM veineux. 
Le sinus thrombosé apparaît à l'IRM en hypersignal sur les séquences T1 et T2 ainsi qu'en hyposignal en T2* (ou écho de gradient). Un « signe du delta » (prise de contraste dans la paroi du sinus) objectivant le thrombus est également visible après injection de gadolinium. L'angio-IRM permet de voir l'absence de flux dans le sinus veineux occlus. 
L'imagerie permet également de visualiser le retentissement de la thrombose sur le tissu cérébral (œdème cérébral) et les éventuelles complications (infarctus, hémorragie, hydrocéphalie), et peut parfois orienter vers la cause responsable de la thrombose (méningite, tumeur).
Le scanner (TDM) et l'angioscanner, moins sensibles que l'IRM, peuvent également montrer le thrombus en hyperdensité, le « signe du delta » après injection de produit de contraste, les signes d'hydrocéphalie et les complications hémorragiques.

## Causes
Les étiologies (causes responsables de la thrombose) possibles sont nombreuses. Localement, la thrombophlébite cérébrale peut compliquer des infections, cérébrales (méningite, abcès cérébral) ou ORL (mastoïdite, sinusite, otite), une tumeur intracrânienne, une malformation artério-veineuse, un traumatisme crânien. 
Il existe également des facteurs de risques plus généraux, les maladies inflammatoires (Behçet), l'existence d'un cancer invasif de façon générale, un trouble de l'hémostase (thrombophilie congénitale, SAPL), la grossesse et le post-partum, une déshydratation sévère, une infection générale (septicémie, endocardite infectieuse), ou encore des causes iatrogéniques (complication d'une intervention neurochirurgicale, les contraceptifs oraux à base d'oestrogènes). On parlera de thrombose d'origine idiopathique lorsqu'on ne peut pas attribuer de cause connue.
Il s'agit également d'une complication rare du vaccin d'AstraZeneca-Oxford contre la Covid-19 ou du vaccin Jannsen, due à la formations d'anticorps anti PF4, avec thrombopénie.

## Traitement
La prise en charge a fait l'objet de la publication de recommandations. Celles, américaines datent de 2011, celles, européennes, de 2017.
Le traitement de la thrombose veineuse en elle-même repose sur l'anticoagulation. Il est introduit en urgence sous forme d'héparinothérapie (injectable) (HNF ou héparine de bas poids moléculaire), puis relayé secondairement en quelques jours par des anticoagulants oraux (AVK). Le traitement est maintenu plusieurs mois, voire à vie, la durée étant fonction de l'étiologie, et de son caractère curable, transitoire ou permanent.
Le traitement étiologique (traitement de la cause) peut associer en fonction, une antibiothérapie (infection), un traitement immunosuppresseur (maladie inflammatoire), ou l'arrêt d'un médicament favorisant.
Enfin, en plus des mesures habituelles de protection et de réanimation neurologique communes à tous types d'AVC, le traitement symptomatique comprend notamment un traitement antalgique (contre la douleur), un traitement antiépileptique en cas de manifestation épileptique et un traitement antiœdémateux en cas de signes d'hypertension intracrânienne.
Le pronostic dépend du terrain et de l'étiologie, mais reste globalement favorable sous traitement et bien meilleur que ceux des autres AVC artériels, avec 80% de récupération complète, et moins de 10% de mortalité contre 40% tous AVC confondus. L'anémie semble être un facteur de mauvais pronostic.